# Rancho de las Lomas
Rancho de las Lomas es una localidad del estado mexicano de Guerrero. Es parte del municipio de Zitlala.

## Demografía
| Gráfica de evolución demográfica |
|                                  |

| Censo | Población |
| ----- | --------- |
| 1960  | 536       |
| 1970  | 745       |
| 1980  | 887       |
| 1990  | 1 229     |
| 2000  | 949       |
| 2010  | 1 232     |
| 2020  | 1 060     |